# コン (インカ神話)
コン（Kon）はインカ神話における雨と南風の神。太陽神であるインティと母なる月であるママ・キリャの息子とされる。
インカ前の文化では男女を最初に造ったとされるが、悪であったためにウィラコチャに追い出され、旧人類は動物に変えられたとされる。
土星の衛星であるレアのクレーターにコンの名前が付けられている。